# Collegio elettorale di Torriglia
Il collegio elettorale di Torriglia è stato un collegio elettorale uninominale del Regno di Sardegna, uno dei collegi nell'allora provincia di Genova.
Fu istituito con il Regio editto del 17 marzo 1848; era identificato con il numero 37 e comprendeva i mandamenti di Torriglia e Savignone.
Con la riforma prevista dalla legge 3778 del 1859, il collegio era ora identificato con il numero 135 e comprendeva i mandamenti di Torriglia, Savignone e Ronco. 
Con l'unità d'Italia il territorio divenne parte del collegio di Pontedecimo.

## Dati elettorali

### I legislatura
Le votazioni si svolsero in 222 collegi uninominali a doppio turno. Come previsto dal decreto n. 680 del 17 marzo 1848, era eletto al primo turno il candidato che «riunisce in suo favore più del terzo dei voti del total numero dei membri componenti il collegio e più della metà dei suffragi dati dai votanti presenti all'adunanza» (art. 92). Se nessun candidato era eletto, al ballottaggio tra i due candidati con più voti era eletto chi otteneva il maggior numero di voti (art. 93) o, in caso di ugual numero di voti, il maggiore d'età (art. 94).
| Partito                      | Partito  | Candidato              | Risultati 27 aprile 1848 |
| ---------------------------- | -------- | ---------------------- | ------------------------ |
|                              | —        | Francesco Maggioncalda | —                        |
|                              |          |                        |                          |
| Iscritti                     | Iscritti | 54                     |                          |
| ↳ Voti validi (% su votanti) |          |                        |                          |

Mancano i verbali. — L'onorevole Maggioncalda fu nomina ad avvocato fiscale militare i1 25 settembre 1848 e decadde dalla carica. 
Il collegio fu riconvocato per il 10 ottobre del 1848. Ma le operazioni furono incomplete.
"L’ufficio definitivo del Collegio procedette al primo appello degli elettori che risultarono in numero di 13. Nessun nuovo elettore rispose al seconde appello, e l'ufficio, male interpretando l'articolo 92 della legge elettorale, e ritenendo necessario alla validità delle operazioni il terzo degli inscritti, sospese la votazione lasciando alla Camera di pronunziarsi in proposito, Questa, nella tornata del 29 ottobre 1848, disapprovava la condotta dell'ufficio definitivo e l'apatia degli elettori, rinviando gli atti al ministro dell'interno per la riconvocazione del collegio". Il collegio fu riconvocato.
| Partito                            | Partito                            | Candidato                          | Primo turno 20 novembre 1848 | Primo turno 20 novembre 1848 | Ballottaggio 21 novembre 1848 | Ballottaggio 21 novembre 1848 |
| Partito                            | Partito                            | Candidato                          | Voti                         | %                            | Voti                          | %                             |
| ---------------------------------- | ---------------------------------- | ---------------------------------- | ---------------------------- | ---------------------------- | ----------------------------- | ----------------------------- |
|                                    | —                                  | Giacomo Morigi                     | 10                           | 58,82                        | 5                             | 50,00                         |
|                                    | —                                  | Andrea Ernesto Almigini            | 7                            | 41,18                        | 5                             | 50,00                         |
|                                    |                                    |                                    |                              |                              |                               |                               |
| Iscritti                           | Iscritti                           | Iscritti                           | 54                           | 100,00                       | 54                            | 100,00                        |
| ↳ Votanti (% su iscritti)          | ↳ Votanti (% su iscritti)          | ↳ Votanti (% su iscritti)          | 17                           | 31,48                        | 10                            | 18,52                         |
| ↳ Voti validi (% su votanti)       | ↳ Voti validi (% su votanti)       | ↳ Voti validi (% su votanti)       | 17                           | 100,00                       | 10                            | 100,00                        |
| ↳ Schede non valide (% su votanti) | ↳ Schede non valide (% su votanti) | ↳ Schede non valide (% su votanti) | 0                            | 0,00                         | 0                             | 0,00                          |
| ↳ Astenuti (% su iscritti)         | ↳ Astenuti (% su iscritti)         | ↳ Astenuti (% su iscritti)         | 37                           | 68,52                        | 44                            | 81,48                         |

"Non fu fatta alcuna proclamazione. Nella tornata del 4 dicembre 1843 la Camera deliberò, contro la proposta dell'ufficio relatore che era di annullamento, che fossero assunte informazioni per accertarsi: 1º se avesse avuto luogo la pubblicazione del decreto di convocazione del collegio; 2º l’età dei due candidati. Non risulta che tali informazioni siansi poi comunicate alla Camera.

### II legislatura
Le votazioni si svolsero in 222 collegi uninominali a doppio turno con la stessa normativa precedente (al primo turno un numero di voti maggiore di un terzo degli iscritti).
| Partito                            | Partito                            | Candidato                          | Risultati 22 gennaio 1849 | Risultati 22 gennaio 1849 |
| Partito                            | Partito                            | Candidato                          | Voti                      | %                         |
| ---------------------------------- | ---------------------------------- | ---------------------------------- | ------------------------- | ------------------------- |
|                                    | —                                  | Antonio Losio                      | 24                        | 100,00                    |
|                                    |                                    |                                    |                           |                           |
| Iscritti                           | Iscritti                           | Iscritti                           | 54                        | 100,00                    |
| ↳ Votanti (% su iscritti)          | ↳ Votanti (% su iscritti)          | ↳ Votanti (% su iscritti)          | 24                        | 44,44                     |
| ↳ Voti validi (% su votanti)       | ↳ Voti validi (% su votanti)       | ↳ Voti validi (% su votanti)       | 24                        | 100,00                    |
| ↳ Schede non valide (% su votanti) | ↳ Schede non valide (% su votanti) | ↳ Schede non valide (% su votanti) | 0                         | 0,00                      |
| ↳ Astenuti (% su iscritti)         | ↳ Astenuti (% su iscritti)         | ↳ Astenuti (% su iscritti)         | 30                        | 55,56                     |

### III legislatura
Le votazioni si svolsero in 204 collegi uninominali a doppio turno con la normativa del 1848 (al primo turno un numero di voti maggiore di un terzo degli iscritti).
| Partito                            | Partito                            | Candidato                          | Primo turno 15 luglio 1849 | Primo turno 15 luglio 1849 | Ballottaggio 22 luglio 1849 | Ballottaggio 22 luglio 1849 |
| Partito                            | Partito                            | Candidato                          | Voti                       | %                          | Voti                        | %                           |
| ---------------------------------- | ---------------------------------- | ---------------------------------- | -------------------------- | -------------------------- | --------------------------- | --------------------------- |
|                                    | —                                  | Gustavo Ponza di San Martino       | 7                          | 77,78                      | 6                           | 100,00                      |
|                                    | —                                  | Andrea Ernesto Almigini            | 2                          | 22,22                      |                             |                             |
|                                    |                                    |                                    |                            |                            |                             |                             |
| Iscritti                           | Iscritti                           | Iscritti                           | 29                         | 100,00                     | 29                          | 100,00                      |
| ↳ Votanti (% su iscritti)          | ↳ Votanti (% su iscritti)          | ↳ Votanti (% su iscritti)          | 9                          | 31,03                      | 6                           | 20,69                       |
| ↳ Voti validi (% su votanti)       | ↳ Voti validi (% su votanti)       | ↳ Voti validi (% su votanti)       | 9                          | 100,00                     | 6                           | 100,00                      |
| ↳ Schede non valide (% su votanti) | ↳ Schede non valide (% su votanti) | ↳ Schede non valide (% su votanti) | 0                          | 0,00                       | 0                           | 0,00                        |
| ↳ Astenuti (% su iscritti)         | ↳ Astenuti (% su iscritti)         | ↳ Astenuti (% su iscritti)         | 20                         | 68,97                      | 23                          | 79,31                       |

### IV legislatura
Le votazioni si svolsero in 204 collegi uninominali a doppio turno con la normativa del 1848 (al primo turno un numero di voti maggiore di un terzo degli iscritti).
| Partito                            | Partito                            | Candidato                          | Primo turno 9 dicembre 1849 | Primo turno 9 dicembre 1849 | Ballottaggio 10 dicembre 1849 | Ballottaggio 10 dicembre 1849 |
| Partito                            | Partito                            | Candidato                          | Voti                        | %                           | Voti                          | %                             |
| ---------------------------------- | ---------------------------------- | ---------------------------------- | --------------------------- | --------------------------- | ----------------------------- | ----------------------------- |
|                                    | —                                  | Gustavo Ponza di San Martino       | 13                          | 100,00                      | 13                            | 100,00                        |
|                                    |                                    |                                    |                             |                             |                               |                               |
| Iscritti                           | Iscritti                           | Iscritti                           | 67                          | 100,00                      | 67                            | 100,00                        |
| ↳ Votanti (% su iscritti)          | ↳ Votanti (% su iscritti)          | ↳ Votanti (% su iscritti)          | 13                          | 19,40                       | 13                            | 19,40                         |
| ↳ Voti validi (% su votanti)       | ↳ Voti validi (% su votanti)       | ↳ Voti validi (% su votanti)       | 13                          | 100,00                      | 13                            | 100,00                        |
| ↳ Schede non valide (% su votanti) | ↳ Schede non valide (% su votanti) | ↳ Schede non valide (% su votanti) | 0                           | 0,00                        | 0                             | 0,00                          |
| ↳ Astenuti (% su iscritti)         | ↳ Astenuti (% su iscritti)         | ↳ Astenuti (% su iscritti)         | 54                          | 80,60                       | 54                            | 80,60                         |

Dai verbali risulta che lo scarso numero dei votanti dipese dal cattivo tempo e dalla gonfiezza straordinaria dei fiumi. — L'onorevole Ponza di San Martino optò per il collegio di Dronero il 22 dicembre 1849. Il collegio fu riconvocato.
| Partito                            | Partito                            | Candidato                          | Risultati 2 febbraio 1850 | Risultati 2 febbraio 1850 |
| Partito                            | Partito                            | Candidato                          | Voti                      | %                         |
| ---------------------------------- | ---------------------------------- | ---------------------------------- | ------------------------- | ------------------------- |
|                                    | —                                  | Francesco Guglianetti              | 21                        | 58,33                     |
|                                    | —                                  | Pietro Bosso                       | 15                        | 41,67                     |
|                                    |                                    |                                    |                           |                           |
| Iscritti                           | Iscritti                           | Iscritti                           | 67                        | 100,00                    |
| ↳ Votanti (% su iscritti)          | ↳ Votanti (% su iscritti)          | ↳ Votanti (% su iscritti)          | 41                        | 61,19                     |
| ↳ Voti validi (% su votanti)       | ↳ Voti validi (% su votanti)       | ↳ Voti validi (% su votanti)       | 36                        | 87,80                     |
| ↳ Schede non valide (% su votanti) | ↳ Schede non valide (% su votanti) | ↳ Schede non valide (% su votanti) | 5                         | 12,20                     |
| ↳ Astenuti (% su iscritti)         | ↳ Astenuti (% su iscritti)         | ↳ Astenuti (% su iscritti)         | 26                        | 38,81                     |

Le operazioni elettorali furono incomplete e l’elezione fu annullata.
"Non vi fu proclamazione di ballottaggio perché l'ufficio della sezione principale non avendo potuto procedere che il giorno 3 febbraio 1850 al computo dei voti ottenuti dai candidati nelle due sezioni del collegio, né essendo più possibile addivenire, per mancanza di tempo, alle operazioni della 2ª votazione nello stesso giorno 3, che era quello indicato dal Regio Decreto di convocazione del collegio pel ballottaggio, l'ufficio Stesso ritenne non poter fissare altro giorno per la 2% votazione, e trasmise i verbali al Ministero dell'interno. La Camera, il 9 febbraio 1850, annullò le operazioni elettorali seguite il 2 febbraio". Il collegio fu riconvocato.
| Partito                            | Partito                            | Candidato                          | Primo turno 25 marzo 1850 | Primo turno 25 marzo 1850 | Ballottaggio 26 marzo 1850 | Ballottaggio 26 marzo 1850 |
| Partito                            | Partito                            | Candidato                          | Voti                      | %                         | Voti                       | %                          |
| ---------------------------------- | ---------------------------------- | ---------------------------------- | ------------------------- | ------------------------- | -------------------------- | -------------------------- |
|                                    | —                                  | Pietro Bosso                       | 12                        | 54,55                     | 22                         | 100,00                     |
|                                    | —                                  | Pietro Bossi                       | 10                        | 45,45                     |                            |                            |
|                                    |                                    |                                    |                           |                           |                            |                            |
| Iscritti                           | Iscritti                           | Iscritti                           | 67                        | 100,00                    | 67                         | 100,00                     |
| ↳ Votanti (% su iscritti)          | ↳ Votanti (% su iscritti)          | ↳ Votanti (% su iscritti)          | 31                        | 46,27                     | 22                         | 32,84                      |
| ↳ Voti validi (% su votanti)       | ↳ Voti validi (% su votanti)       | ↳ Voti validi (% su votanti)       | 22                        | 70,97                     | 22                         | 100,00                     |
| ↳ Schede non valide (% su votanti) | ↳ Schede non valide (% su votanti) | ↳ Schede non valide (% su votanti) | 9                         | 29,03                     | 0                          | 0,00                       |
| ↳ Astenuti (% su iscritti)         | ↳ Astenuti (% su iscritti)         | ↳ Astenuti (% su iscritti)         | 36                        | 53,73                     | 45                         | 67,16                      |

L'elezione fu annullata il 4 aprile 1850 "perché la divisione dei bollettini indicanti Bosso e Bossi, causò l'esclusione dal ballottaggio del candidato abate Carenzi2. Il collegio fu riconvocato.
| Partito                            | Partito                            | Candidato                          | Risultati 5 maggio 1850 | Risultati 5 maggio 1850 |
| Partito                            | Partito                            | Candidato                          | Voti                    | %                       |
| ---------------------------------- | ---------------------------------- | ---------------------------------- | ----------------------- | ----------------------- |
|                                    | —                                  | Cristoforo Carenzi                 | 26                      | 70,27                   |
|                                    | —                                  | Pietro Bosso                       | 11                      | 29,73                   |
|                                    |                                    |                                    |                         |                         |
| Iscritti                           | Iscritti                           | Iscritti                           | 66                      | 100,00                  |
| ↳ Votanti (% su iscritti)          | ↳ Votanti (% su iscritti)          | ↳ Votanti (% su iscritti)          | 39                      | 59,09                   |
| ↳ Voti validi (% su votanti)       | ↳ Voti validi (% su votanti)       | ↳ Voti validi (% su votanti)       | 37                      | 94,87                   |
| ↳ Schede non valide (% su votanti) | ↳ Schede non valide (% su votanti) | ↳ Schede non valide (% su votanti) | 2                       | 5,13                    |
| ↳ Astenuti (% su iscritti)         | ↳ Astenuti (% su iscritti)         | ↳ Astenuti (% su iscritti)         | 27                      | 40,91                   |

L'elezione fu annullata il 16 maggio 1850 perché risultò che invece di attendere la fine della votazione per numerare le schede, questa operazione venne eseguita prima di procedere al 2° appello. Il collegio fu riconvocato.
| Partito                            | Partito                            | Candidato                          | Risultati 2 giugno 1850 | Risultati 2 giugno 1850 |
| Partito                            | Partito                            | Candidato                          | Voti                    | %                       |
| ---------------------------------- | ---------------------------------- | ---------------------------------- | ----------------------- | ----------------------- |
|                                    | —                                  | Pietro Bosso                       | 26                      | 50,98                   |
|                                    | —                                  | Cristoforo Carenzi                 | 25                      | 49,02                   |
|                                    |                                    |                                    |                         |                         |
| Iscritti                           | Iscritti                           | Iscritti                           | 66                      | 100,00                  |
| ↳ Votanti (% su iscritti)          | ↳ Votanti (% su iscritti)          | ↳ Votanti (% su iscritti)          | 51                      | 77,27                   |
| ↳ Voti validi (% su votanti)       | ↳ Voti validi (% su votanti)       | ↳ Voti validi (% su votanti)       | 51                      | 100,00                  |
| ↳ Schede non valide (% su votanti) | ↳ Schede non valide (% su votanti) | ↳ Schede non valide (% su votanti) | 0                       | 0,00                    |
| ↳ Astenuti (% su iscritti)         | ↳ Astenuti (% su iscritti)         | ↳ Astenuti (% su iscritti)         | 15                      | 22,73                   |

### V legislatura
Le votazioni si svolsero in 204 collegi uninominali a doppio turno con la normativa del 1848 (al primo turno un numero di voti maggiore di un terzo degli iscritti).
| Partito                            | Partito                            | Candidato                          | Risultati 8 dicembre 1853 | Risultati 8 dicembre 1853 |
| Partito                            | Partito                            | Candidato                          | Voti                      | %                         |
| ---------------------------------- | ---------------------------------- | ---------------------------------- | ------------------------- | ------------------------- |
|                                    | —                                  | Livio Benintendi                   | 73                        | 80,22                     |
|                                    | —                                  | Pietro Bosso                       | 18                        | 19,78                     |
|                                    |                                    |                                    |                           |                           |
| Iscritti                           | Iscritti                           | Iscritti                           | 134                       | 100,00                    |
| ↳ Votanti (% su iscritti)          | ↳ Votanti (% su iscritti)          | ↳ Votanti (% su iscritti)          | 92                        | 68,66                     |
| ↳ Voti validi (% su votanti)       | ↳ Voti validi (% su votanti)       | ↳ Voti validi (% su votanti)       | 91                        | 98,91                     |
| ↳ Schede non valide (% su votanti) | ↳ Schede non valide (% su votanti) | ↳ Schede non valide (% su votanti) | 1                         | 1,09                      |
| ↳ Astenuti (% su iscritti)         | ↳ Astenuti (% su iscritti)         | ↳ Astenuti (% su iscritti)         | 42                        | 31,34                     |

### VI legislatura
Le votazioni si svolsero in 204 collegi uninominali a doppio turno dopo la modifica dei collegi della Sardegna nel 1856; venne applicata la normativa del 1848 (al primo turno un numero di voti maggiore di un terzo degli iscritti).
| Partito                            | Partito                            | Candidato                          | Primo turno 15 novembre 1857 | Primo turno 15 novembre 1857 | Ballottaggio 18 novembre 1857 | Ballottaggio 18 novembre 1857 |
| Partito                            | Partito                            | Candidato                          | Voti                         | %                            | Voti                          | %                             |
| ---------------------------------- | ---------------------------------- | ---------------------------------- | ---------------------------- | ---------------------------- | ----------------------------- | ----------------------------- |
|                                    | —                                  | Livio Benintendi                   | 33                           | 47,14                        | 76                            | 57,14                         |
|                                    | —                                  | Domenico Vivaldi                   | 37                           | 52,86                        | 57                            | 42,86                         |
|                                    |                                    |                                    |                              |                              |                               |                               |
| Iscritti                           | Iscritti                           | Iscritti                           | 171                          | 100,00                       | 171                           | 100,00                        |
| ↳ Votanti (% su iscritti)          | ↳ Votanti (% su iscritti)          | ↳ Votanti (% su iscritti)          | 117                          | 68,42                        | 141                           | 82,46                         |
| ↳ Voti validi (% su votanti)       | ↳ Voti validi (% su votanti)       | ↳ Voti validi (% su votanti)       | 70                           | 59,83                        | 133                           | 94,33                         |
| ↳ Schede non valide (% su votanti) | ↳ Schede non valide (% su votanti) | ↳ Schede non valide (% su votanti) | 47                           | 40,17                        | 8                             | 5,67                          |
| ↳ Astenuti (% su iscritti)         | ↳ Astenuti (% su iscritti)         | ↳ Astenuti (% su iscritti)         | 54                           | 31,58                        | 30                            | 17,54                         |

L'elezione fu annullata. "Nella tornata dell'11 gennaio 1858 fu deliberata una inchiesta parlamentare per conoscere di irregolarità, corruzioni e pressioni denunciate in varie proteste. Risultando provati varî dei fatti denunziati, la Commissione propose l'annullamento della elezione, e la Camera, il 4 giugno 1858, approvò le conclusioni della Commissione stessa". Il collegio fu riconvocato.
| Partito                            | Partito                            | Candidato                          | Risultati 11 luglio 1858 | Risultati 11 luglio 1858 |
| Partito                            | Partito                            | Candidato                          | Voti                     | %                        |
| ---------------------------------- | ---------------------------------- | ---------------------------------- | ------------------------ | ------------------------ |
|                                    | —                                  | Livio Benintendi                   | 80                       | 65,57                    |
|                                    | —                                  | Domenico Vivaldi                   | 42                       | 34,43                    |
|                                    |                                    |                                    |                          |                          |
| Iscritti                           | Iscritti                           | Iscritti                           | 164                      | 100,00                   |
| ↳ Votanti (% su iscritti)          | ↳ Votanti (% su iscritti)          | ↳ Votanti (% su iscritti)          | 127                      | 77,44                    |
| ↳ Voti validi (% su votanti)       | ↳ Voti validi (% su votanti)       | ↳ Voti validi (% su votanti)       | 122                      | 96,06                    |
| ↳ Schede non valide (% su votanti) | ↳ Schede non valide (% su votanti) | ↳ Schede non valide (% su votanti) | 5                        | 3,94                     |
| ↳ Astenuti (% su iscritti)         | ↳ Astenuti (% su iscritti)         | ↳ Astenuti (% su iscritti)         | 37                       | 22,56                    |

### VII legislatura
Le votazioni si svolsero in 387 collegi uninominali a doppio turno. Come previsto dalla legge elettorale del 20 novembre 1859, era eletto al primo turno il candidato che «riunisce in suo favore più del terzo dei voti del total numero dei membri componenti il collegio e più della metà dei suffragi dati dai votanti presenti all'adunanza» (art. 91). Se nessun candidato era eletto, al ballottaggio tra i due candidati con più voti era eletto chi otteneva il maggior numero di voti (art. 92) o, in caso di ugual numero di voti, il maggiore d'età (art. 93).
| Partito                            | Partito                            | Candidato                          | Primo turno 25 marzo 1860 | Primo turno 25 marzo 1860 | Ballottaggio 29 marzo 1860 | Ballottaggio 29 marzo 1860 |
| Partito                            | Partito                            | Candidato                          | Voti                      | %                         | Voti                       | %                          |
| ---------------------------------- | ---------------------------------- | ---------------------------------- | ------------------------- | ------------------------- | -------------------------- | -------------------------- |
|                                    | —                                  | Giuseppe De Giorgi                 | 109                       | 41,92                     | 186                        | 58,31                      |
|                                    | —                                  | Giovanni Battista Tubino           | 94                        | 36,15                     | 133                        | 41,69                      |
|                                    | —                                  | Giovanni Gandella                  | 57                        | 21,92                     |                            |                            |
|                                    |                                    |                                    |                           |                           |                            |                            |
| Iscritti                           | Iscritti                           | Iscritti                           | 458                       | 100,00                    | 458                        | 100,00                     |
| ↳ Votanti (% su iscritti)          | ↳ Votanti (% su iscritti)          | ↳ Votanti (% su iscritti)          | 332                       | 72,49                     | 325                        | 70,96                      |
| ↳ Voti validi (% su votanti)       | ↳ Voti validi (% su votanti)       | ↳ Voti validi (% su votanti)       | 260                       | 78,31                     | 319                        | 98,15                      |
| ↳ Schede non valide (% su votanti) | ↳ Schede non valide (% su votanti) | ↳ Schede non valide (% su votanti) | 72                        | 21,69                     | 6                          | 1,85                       |
| ↳ Astenuti (% su iscritti)         | ↳ Astenuti (% su iscritti)         | ↳ Astenuti (% su iscritti)         | 126                       | 27,51                     | 133                        | 29,04                      |